# Echthroplexiella longipedicellata
Echthroplexiella longipedicellata är en stekelart som beskrevs av Svetlana N. Myartseva 1982. Echthroplexiella longipedicellata ingår i släktet Echthroplexiella och familjen sköldlussteklar.
Artens utbredningsområde är Mongoliet. Inga underarter finns listade i Catalogue of Life.